# Episodi di Questa è la mia terra (prima stagione)
La prima stagione di Questa è la mia terra va in onda su Canale 5 dal 9 aprile al 15 maggio 2006.
| nº | Episodio        | Prima TV Italia |
| -- | --------------- | --------------- |
| 1  | Prima puntata   | 9 aprile 2006   |
| 2  | Seconda puntata | 12 aprile 2006  |
| 3  | Terza puntata   | 16 aprile 2006  |
| 4  | Quarta puntata  | 23 aprile 2006  |
| 5  | Quinta puntata  | 30 aprile 2006  |
| 6  | Sesta puntata   | 7 maggio 2006   |
| 7  | Settima puntata | 14 maggio 2006  |
| 8  | Ottava puntata  | 15 maggio 2006  |

## Prima puntata
La vicenda ha inizio nel 1932 quando Giulia Corradi, una giovane maestra, e tutta la sua famiglia, spinta da gravi problemi economici, arrivano nell'Agro Pontino da Ferrara con la promessa di avere un pezzo di terra da coltivare e per lavorare nelle paludi, per la grande opera di bonifica messa in atto in quel periodo dal regime fascista.
Andrea Acciari, un giovane pugile che è sempre vissuto nell'Agro Pontino si innamora di lei a prima vista. La famiglia di Giulia non è però in regola e risolve il problema grazie all'intervento di Giacomo De Santis chiamato in causa dallo stesso Andrea, amico da una vita intera.
Giacomo, anch'egli fortemente attratto da Giulia, è figlio del notaio Umberto De Santis, uno dei possidenti dell'Agro, ansioso di riappropriarsi dei terreni, una volta bonificati.
Silvana è la sorella più giovane di Giulia e anche un po' pigra, che avrà molta più difficoltà di altri ad ambientarsi. Bianca, la sorella maggiore, è trascurata dal marito (sposato per forza) e inizia a notare il Dottor Aiello.
Durante una festa, Amedeo, prepotente zio di Andrea, minaccia con un coltello Fausto, fratello di Giulia. Andrea interviene per sedare la rissa e difendere lo zio e Fausto lo ferisce ad un braccio.
Ascolti: 4.779 - 18,99%

## Seconda puntata
In seguito ad un incidente di lavoro del padre, Giulia scopre che Andrea e suo fratello Fausto sono stati coinvolti in un'altra rissa. Ora è totalmente delusa da Andrea, che tenta di difendersi facendole capire che ha dovuto reagire per legittima difesa, ma può contare sull'avere al suo fianco Giacomo, che riesce anche a fare in modo di non dover rimpatriare, per aver perso un lavoratore di sesso maschile.
Il giorno dell'inaugurazione di Littoria tutto il borgo è nella nuova città, dove si svolge anche un incontro di pugilato grazie al quale Andrea potrebbe aprirsi la strada verso l'America. Prima della cerimonia Andrea e Giulia si incontrano, e decidono che, in caso di vittoria, andranno in America insieme. Andrea vince, ma ancor prima di scendere dal ring viene informato della morte di suo padre Mario, e dell'incendio a tutta la fattoria. 
Anche se la notizia non è subito conosciuta è stato proprio per mano di Amedeo, il cognato, che è avvenuta la morte di Mario, durante una discussione. Dopo la lite e prima dell'incendio Amedeo riuscirà a recuperare una cartina tra le cose di Mario.
Nonostante questo Andrea e Giulia in un primo momento rimangono intenzionati a partire. Poco prima di lasciare il borgo Giacomo va a salutare l'amico in partenza e lì ammette la sua sconfitta. Andrea, che solo ora capisce quanto anche Giacomo tenesse a Giulia, lo rincuora dicendogli che in qualsiasi modo la sua amicizia non verrà mai meno. Sarà solo in un secondo momento che decideranno di non partire, e Andrea decide di ricostruire la fattoria del padre per andare a viverci con Giulia.

## Terza puntata
Mentre fallisce il matrimonio fra Bianca e Sandro, che si dedica all'alcol sempre più che alla moglie, vanno avanti i preparativi per il matrimonio della seconda sorella: Giulia. 
Un giorno però Silvana intravede Amedeo in un magazzino, mentre consulta rabbioso una delle cartine di Umberto De Santis, precedentemente presa a Mario, e scopre che nessun podere gli è stato affidato. Dopo aver nascosto la mappa, raggiunge Silvana e sfoga la sua ira violentandola nel deposito della farina. Andrea, che sopraggiunge poco dopo, infuriato avendo capito che era stato proprio lui ad uccidergli il padre, entra nel granaio e ne uscirà insanguinato sotto gli occhi increduli di Giacomo: all'interno del capanno giace il corpo senza vita di Amedeo, ma Andrea nega di averlo ucciso. Le prove schiaccianti contro di lui lo porteranno comunque all'arresto. Giacomo gli procura un buon avvocato e la possibilità di vedere la donna amata. 
Silvana è presa dai sensi di colpa: ha ucciso lei Amedeo, e sa che la vita della sorella è rovinata per colpa sua. Una sera confessa tutto al gemello Fausto, che però le consiglia di stare zitta, per non rovinare anche la vita dell'intera famiglia. 
Il processo di Andrea terminerà nell'autunno 1933 quando, dopo esser stato indicato dal padre di Giacomo come nemico del fascismo, viene condannato all'ergastolo.

## Quarta puntata
Giacomo va a trovare Andrea in carcere per avvisarlo che anche il processo di Appello è andato male. Questi comunque non si abbatte: vuole dimostrare che Amedeo ha ucciso suo padre, ma nel frattempo decide di non voler più vedere Giulia. Capisce che lui potrebbe veramente trascorrere tutta la vita in carcere, e vuole evitarle di rimanere per troppo tempo legata a lui, senza la possibilità di farsi una vita.
Giacomo avvisa Giulia della possibilità di partecipare ad un concorso per diventare insegnante di ruolo e le mette a disposizione la biblioteca di famiglia per prepararsi. Il giorno dell'esame, la accompagna a Roma e all'uscita le regala una penna, confessandole anche di aver lasciato la sua promessa sposa per amore di un'altra donna. Solo qualche tempo dopo, all'apertura della nuova scuola a Borgo San Michele, lui le confesserà tutto il suo amore, baciandola e chiedendole di sposarlo. 
Intanto Fausto decide di partire per il fronte. Alla stazione la più scossa è Silvana, da sempre molto attaccata a lui, e in preda al panico viene agganciata da un produttore cinematografico.
Andrea viene a conoscenza del matrimonio tra Giacomo e Giulia grazie ad una visita in carcere di Marta, ex fidanzata di Giacomo, mollata poco tempo prima.

## Quinta puntata
Siamo nella primavera 1936. Sono trascorsi poco più di due anni. Andrea è scappato dal carcere e con l'aiuto di Marta riesce a mandare una lettera a Giulia: la vuole incontrare il giorno dopo alla stazione di Civitavecchia, nello stesso giorno del matrimonio con Giacomo. Andrea, venuto a sapere delle nozze, si presenta in chiesa ma lì viene arrestato nuovamente. Giulia promette allora ad Anna, madre di Andrea, che avrebbe aiutato il figlio grazie all'aiuto del marito.
Un giorno arriva a casa la notizia che Fausto, partito per la guerra in Etiopia, è stato ferito ed è morto. Silvana, che nel frattempo è diventata amante del produttore cinematografico, lascia così l'Agro pontino per fare un provino, mentre Giulia, per non pensare ad Andrea, chiede a Giacomo di darle un figlio.
Qualche tempo dopo arriva a casa Corradi una lettera di Fausto, scritta prima della sua morte: Fausto si prende la responsabilità della morte di Amedeo, scagionando Andrea dalle accuse. Giulia, sconvolta, va fino a Roma per consegnarla alla sorella. Questa cerca di evitarla e si allontana con il produttore, ma Giulia porta la stessa lettera ai Carabinieri. 
I rapporti tra Giulia e Giacomo sono fallimentari. Lei vorrebbe tanto un figlio, che il marito sembra non riuscire a darle, e per di più non può fare a meno di pensare ad Andrea.
Silvana è sempre più depressa. Con il suo comportamento ha costretto Andrea ad anni di carcere e Fausto ad incolparsi per salvarla. Per i sensi di colpa Silvana tenta il suicidio. Verrà però tratta in salvo dallo stesso Andrea, al quale racconta di aver visto la mappa nel granaio di Amedeo proprio il giorno della sua morte. Fallito anche il tentativo di suicidio Silvana partirà per Genova, lasciando solo un biglietto alla famiglia.

## Sesta puntata
Andrea, in possesso della preziosa mappa, ne spiega ai suoi familiari il significato: tutte le terre un giorno andranno ai latifondisti, e non ai coloni come promesso. Nel frattempo De Santis da ordine a Sergio di recuperare la mappa, anche a costo di uccidere. Giacomo, dalle parole del padre, capisce che lo stesso ordine era stato dato ad Amedeo: per questo motivo Mario è morto. Andrea subisce un agguato. Capisce che c'è la famiglia De Santis dietro a tutto quello, li denuncia, e tutta la sua famiglia si dimette dall'incarico alla fattoria. I De Santis, dal canto loro, accusano Giulia: credono che i Petrucci si stiano vendicando per colpa sua. Lei, offesa, trova rifugio a casa della sua famiglia, dove Andrea le spiega il ruolo che Giacomo sta avendo in tutto questo e, delusa, minaccia di lasciarlo.
Siamo all'inizio del 1939, il padre di Giacomo viene processato per corruzione e il figlio andrà proprio a testimoniare in suo sfavore. Verrà condannato a 10 anni, ma scapperà prima con un aereo privato.
Allo stesso tempo, Giulia, visto l'atto coraggioso del marito, si riavvicinerà a lui. Con l'inizio della Guerra i due vanno a vivere a Roma, Bianca sposa il dottor Aiello mentre Silvana, tornata nell'Agro per le nozze, dichiara di esser diventata un'attrice. In realtà è prostituta nella capitale.
Vista la fuga di De Santis i latifondisti incominciano a pensare di poter avere finalmente la proprietà dei poderi che coltivano, così, con l'aiuto di Giulia, tutti compileranno la domanda di riscatto. Giacomo è però costretto dal Conte Rispo a bruciare tutte quelle domande, con la promessa di una promozione. Quando Giulia scoprirà l'accaduto insieme ad Andrea riscriverà tutte quelle lettere e le consegnerà personalmente. 
Con la vittoria dei coloni al Borgo c'è una grande festa, ma Giulia sente la necessità di andare a chiarirsi con il marito. Lui reagirà follemente: la chiuderà a chiave in camera.

## Settima puntata
Andrea, preoccupato per Giulia, chiede a Bianca di andare a controllare come sta. Arrivata presso la casa della sorella incontra Giacomo che le impedisce di entrare. In seguito Andrea riuscirà a portare via Giulia da Giacomo. I due giovani partono insieme con l'intento di recarsi prima a Napoli poi in Portogallo, per giungere infine in America, ma rimangono sempre in pericolo: Andrea è molto vicino ad essere dichiarato disertore, mentre Giulia potrebbe essere condannata per abbandono del tetto coniugale. Considerati i rischi Bianca si decide e rivela la loro destinazione, e Giacomo denuncia l'ormai ex migliore amico ai Carabinieri. 
Intanto Giulia ed Andrea sono giunti a Napoli, ma proprio il giorno prima di imbarcarsi lei incomincia ad accusare i primi sintomi della malaria. Conosce bene la malattia, eppure si rifiuta di andare in ospedale. La fuga fallirà del tutto nel momento in cui Andrea, andato a comprare i farmaci, viene arrestato dai Carabinieri, senza capire neanche il motivo, visto che la lettera della chiamata è arrivata dopo la sua partenza. Cercherà di scappare, ma verrà ben presto ritrovato e spedito al fronte. 
A ritrovare Giulia in fin di vita nell'appartamento preso in affitto sarà Giacomo, che la ricondurrà a casa loro. Dopo un paio di settimane di malattia, le giungerà la notizia della morte di Andrea in guerra. Ormai senza prospettive deciderà di dedicarsi completamente al marito e accettare passivamente le sue cure.
Una sera Giulia lascia da solo Giacomo durante un evento mondano e, casualmente, incontra Silvana in compagnia di alcuni uomini. Allora, insospettita, cerca di capire che vita conduce la sorella e finalmente scopre la verità: Silvana fa la prostituta, ma non è tutto; infatti, le confessa anche di essere l'assassina di Amedeo.
Qualche tempo dopo, turbata da alcuni dolori, andrà dal dottor Aiello per farsi visitare. Quello che le viene diagnosticata non è una malattia: è incinta. Eppure questo rischia di essere ugualmente fatale perché, ancora debilitata per la malattia, potrebbe morire di parto. 
Per fortuna va tutto bene e Giulia darà alla luce il piccolo Pietro. Al parto assisterà anche Silvana, ricongiungendosi con sua sorella. 
Si scopre che Andrea è rimasto ferito in battaglia ma è ancora vivo. 

## Ottava puntata
Dopo anni di prigionia torna al paese Andrea. In un primo momento si rifugia a casa di Bianca e del Dottor Aiello che gli riveleranno del bambino di Giulia nato 3 anni e mezzo prima. Giovanni, fratello di Andrea, è nel frattempo diventato pugile, e una sera sarà proprio Andrea a combattere al suo posto, per salvarlo da un incontro clandestino. In questa occasione incontrerà Giulia.
Quando anche Giacomo verrà a conoscenza del gran ritorno di Andrea, da anni creduto morto, minaccerà la moglie di portarle via il figlio.
Nel frattempo anche Andrea entrerà a far parte della lotta partigiana per liberare l'Agro. 
Giulia vorrebbe rivelare ad Andrea che il piccolo Pietro è suo figlio, e non del marito, ma Silvana le consiglia di aspettare la fine della guerra per la sicurezza del bambino. 
Giacomo, sempre più alleato con i tedeschi, deciderà di scappare insieme alla sua famiglia, dopo aver dato agli invasori le mappe di deflusso dell'Agro Pontino per allagarlo e rallentare l'arrivo degli alleati. Giulia scoprirà il piano e andrà ad avvisare i partigiani e i coloni che si uniscono in difesa della terra, attaccando i tedeschi e avendo su di questi la meglio. Giulia, scoperta dai tedeschi, viene arrestata. In carcere un soldato sta per abusare di lei, quando dal niente arriva Andrea e la salva. 
La follia di Giacomo, intanto, lo ha portato ad imprigionare in casa il piccolo Pietro e Silvana. Mentre Giulia confessa ad Andrea che Pietro è loro figlio la popolazione prende d'assedio la casa dei De Santis. Giacomo cerca di fuggire prendendo proprio Pietro come scudo. Andrea gli promette il via libera se lascia libero il figlio. Anche se Giacomo accetta l'accordo all'ultimo momento spara in direzione di Andrea, colpendo però Silvana, gettatasi su di lui per difenderlo.
Silvana verrà operata dal dottor Aiello, e si riprenderà in fretta. Finalmente Giacomo è fuori dalle loro vite, scappato per sempre. Giulia, Andrea e Pietro possono finalmente riunirsi, senza contrasti.
Ascolti: 6.180 - 23,65%